# Espada y brujería (rol en vivo)
Espada y brujería es un juego de rol en vivo publicado en España en noviembre de 1995 por la editorial barcelonesa Yggdrasil Jocs, hoy en día desaparecida.

## Historia
Espada y brujería fue el primer reglamento de rol en vivo de autoría autóctona española, además de ser el primero en ser publicado en España: en 1991 otra editorial barcelonesa (Joc Internacional) había traducido como "juego de rol en vivo" un juego que en realidad no lo era: el juego Killer, publicado por Steve Jackson Games en 1982. Killer es en realidad un reglamento para jugar al juego conocido como "el asesino".

## Estado actual de publicación
El juego está descatalogado en librería pero algunos stocks invendidos han pasado a estar a la venta en tiendas virtuales de internet.